# Belz (cratera)
Belz é uma cratera marciana. Tem como característica 10.2 quilômetros de diâmetro. Deve o seu nome a Belz, uma localidade da Ucrânia.